# Valhalla

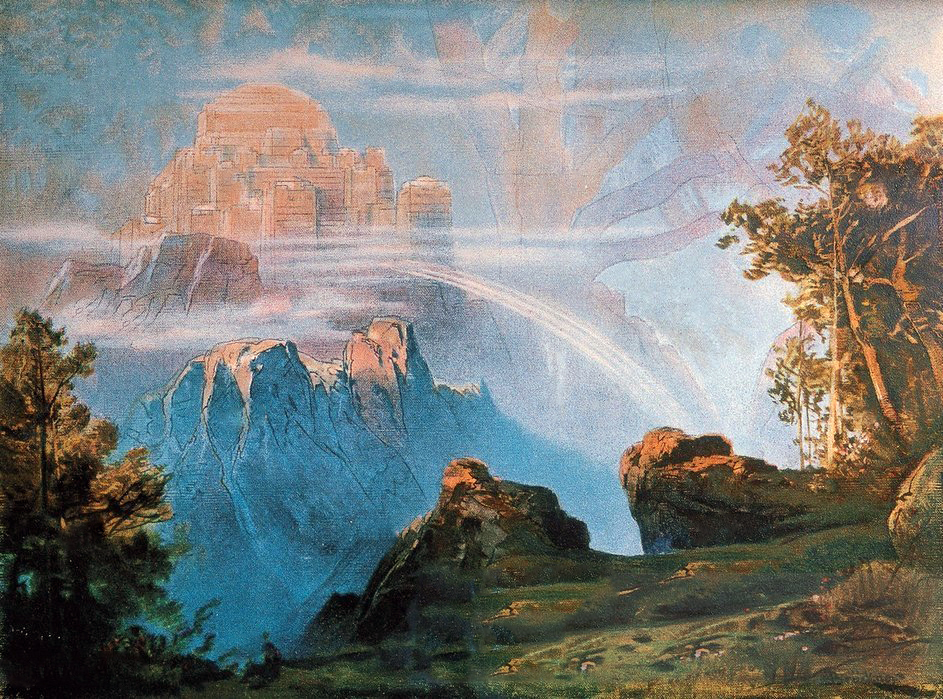
Valhalla (1896), por Max Brückner.

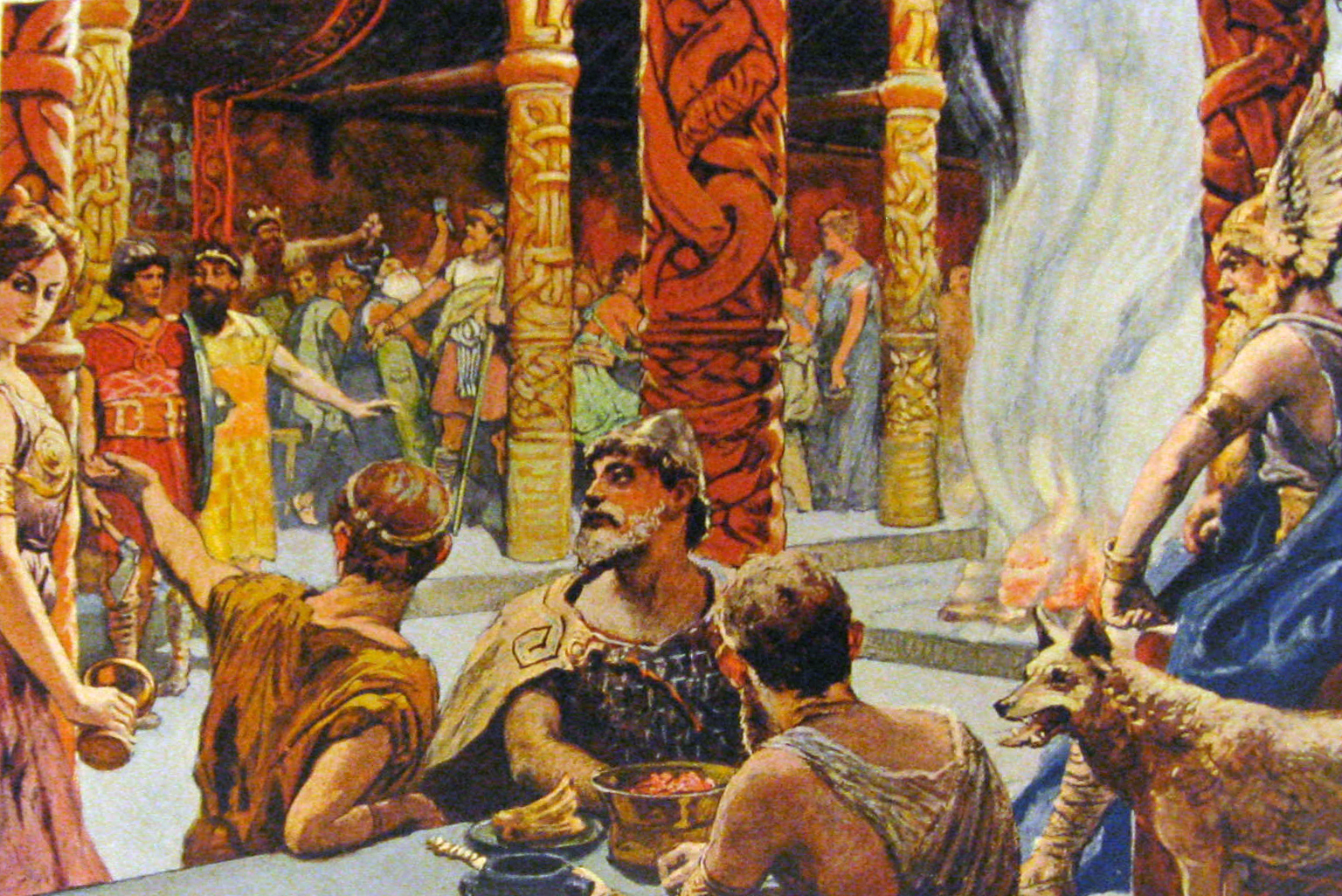
Walhalla (1905), por Emil Doepler.

En la mitología nórdica, el Valhalla o Valhala (del nórdico antiguo Valhǫll, «salón de los caídos») es un enorme y majestuoso salón ubicado en la ciudad de Asgard gobernada por Odín. La mitad de los muertos en combate son elegidos por Odín y viajan al Valhalla guiados por las valquirias, mientras que la otra mitad van al Fólkvangr de la diosa Freyja. En el Valhalla los difuntos se reúnen con las masas de muertos en combate conocidos como einherjer, así como con varios héroes y dioses germánicos legendarios, mientras se preparan para ayudar a Odín en el Ragnarök, la batalla del fin del mundo. Ante la gran sala, cuyo techo está cubierto con escudos dorados, se halla el árbol dorado Glasir. Alrededor del Valhalla moran varias criaturas, como el ciervo Eikþyrnir y la cabra Heiðrún, que pacen el follaje del árbol Læraðr.
El Valhalla es descrito en la Edda poética, colección de poemas compilados en el siglo XIII a partir de fuentes tradicionales antiguas, en la Edda prosaica y en las Heimskringla, ambas escritas por Snorri Sturluson también en el siglo XIII, y en unas estrofas de un poema anónimo del siglo X, conocido como Eiríksmál e incluido en la saga Fagrskinna, que conmemora la muerte de Erico I de Noruega. El Valhalla ha inspirado diversas obras de arte, títulos de publicaciones, a la cultura popular y se ha convertido en un término sinónimo de lugar de veneración de grandes personajes ya fallecidos.

## Descripciones

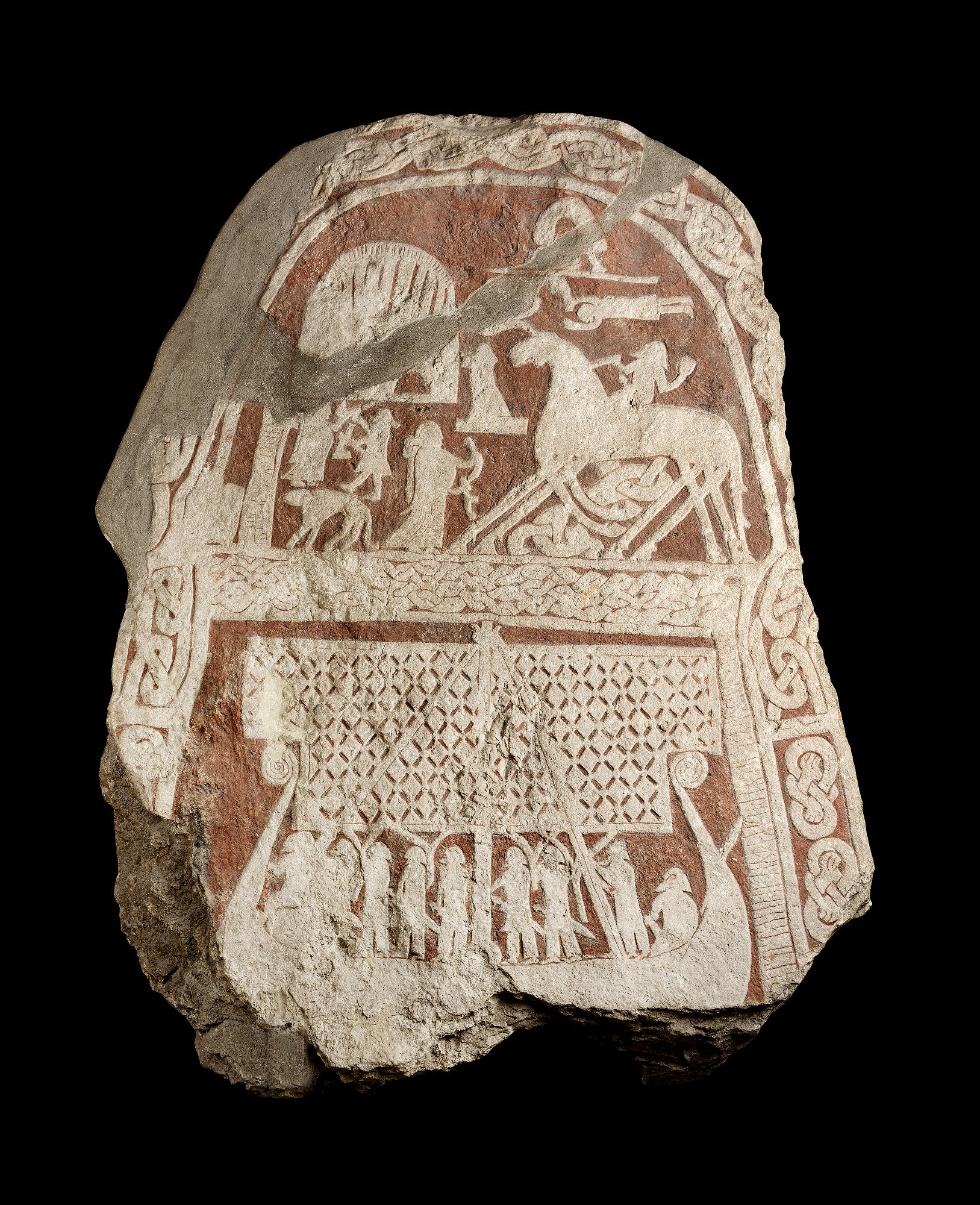
Una valquiria, con un cuerno para beber en las manos, espera a las puertas del Valhalla. Piedra de Tjängvide (Gotland), actualmente en el Museo Histórico Nacional sueco, Estocolmo.

### Edda poética
Los poemas Grímnismál y Helgakviða Hundingsbana II de la Edda poética describen detalladamente el Valhalla. También la estrofa 33 del poema Völuspá habla brevemente de este lugar cuando narra la muerte del dios Baldr como la «aflicción del Valhalla»; entre las estrofas 1 y 3 del Hyndluljóð en el que la diosa Freyja expresa su intención de cabalgar hasta el Valhalla junto a la völva Hyndla en un esfuerzo por ayudar a Ódder, y en las estrofas 6 y 7, donde el Valhalla es mencionado de nuevo durante una disputa entre ambos.

#### Grímnismál
Entre las estrofas 8 y 10 del Grímnismál, el dios Odín (disfrazado de Grímnir) afirma que el Valhalla se halla en Glaðsheimr, la quinta morada celeste, donde, todo resplandeciente de oro, ocupa un vasto lugar. Odín elige allí todos los días entre los hombres muertos en los campos de batalla. El gran salón tiene lanzas como vigas, un techo cubierto de escudos, cotas de malla extendidas sobre los bancos; un lobo está encadenado frente a la puerta del oeste y un águila se cierne encima.
De la estrofa 22 a la 24, Odín da más detalles del Valhalla: ante el gran salón se hallan las puertas sagradas de la antigua puerta Valgrind y cuenta en total con 540 puertas por las que salen a la vez ochocientos einherjar cuando van a combatir al lobo Fenrir. Dentro del Valhalla está el palacio Bilskirnir de Thor, y dentro de este hay 540 salas. En las estrofas 25 y 26 Odín dice que la cabra Heiðrún y el ciervo Eikþyrnir andan por los patios de Odín y se alimentan de las ramas del árbol Læraðr. Heiðrún produce una hidromiel que no admite comparación, y de las astas de Eikþyrnir gotea líquido a la fuente Hvergelmir, desde la que fluyen todas las aguas.

#### Helgakviða Hundingsbana II

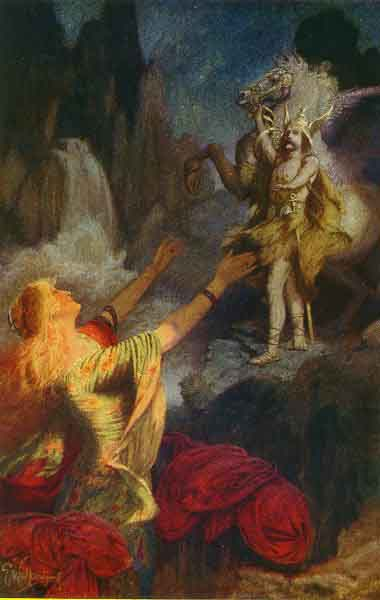
Hundingbane retorna al Valhalla (1912), por Ernest Wallcousins.

En la estrofa 38 del poema Helgakviða Hundingsbana II, el héroe Helgi Hundingsbane muere y va al Valhalla. Su gloria se describe de esta manera:

La fama de Helge domina a la de todos los dioses
es el magnífico aliso que se eleva entre las zarzas
es el ciervo cubierto de rocío,
cuya talla supera a la de todos los animales del bosque
elevando sus astas al propio cielo.

En la prosa que sigue a esta estrofa se dice que se hizo un túmulo para la sepultura de Helgi, y cuando éste llegó al Valhalla, Odín le preguntó si podía colaborar con él. En la estrofa 39, Helgi, ya en el Valhalla, y su antiguo enemigo Hunding, que también está allí, hacen tareas domésticas, como encender el fuego, cuidar a los perros, vigilar a los caballos o dar de comer a los cerdos antes de irse a dormir. De las estrofas 40 a la 42, Helgi ha vuelto a Midgard desde el Valhalla junto con una hueste de hombres. Una anónima criada de Sigrún, la esposa valquiria de Helgi, ve a este y su hueste de hombres cabalgando sobre el túmulo. La criada se pregunta si está teniendo una visión, si ha empezado el Ragnarök o si a Helgi y sus hombres se les ha permitido regresar.
En las estrofas siguientes, Helgi responde que no ha sucedido ninguna de estas cosas, y que la criada de Sigrún debe volver a casa de su ama. Esta le dice a Sigrún que el túmulo se ha abierto y que debe ir allí, porque Helgi le ha dicho que venga y le cure las heridas, que se han abierto y están sangrando. Sigrún va al túmulo y encuentra a Helgi empapado de sangre y con el cabello helado. Llena de alegría por este reencuentro, Sigrún lo besa antes de quitarle la cota de malla, y le pregunta cómo puede curarlo. La valquiria hace una cama y los dos duermen juntos dentro del túmulo hasta que Helgi se despierta y dice que «él debe andar por los caminos rojos de sangre, montar el caballo amarillo y recorrer el camino del cielo» para retornar antes de que cante el gallo Salgófnir. Helgi y su hueste cabalgan de nuevo, y Sigrún y su sirvienta vuelven a casa. La noche siguiente, la valquiria ordena a su sirvienta que vigile de nuevo el túmulo, pero cuando llega el amanecer, descubre que él no ha vuelto. La prosa narrativa del final del poema cuenta que Sigrún murió de tristeza, pero también afirma que, según se piensa, ambos renacieron como Helgi Haddingjaskati y la valquiria Kára.

### Edda prosaica

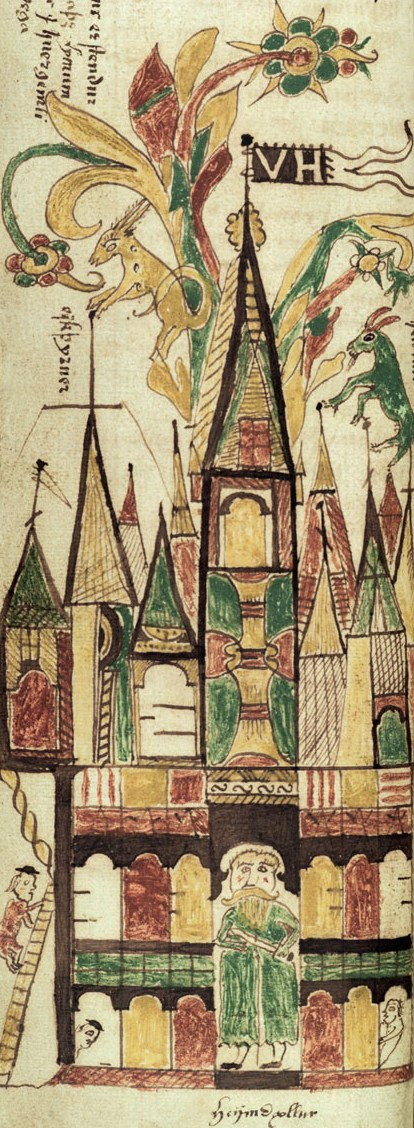
En esta ilustración de un manuscrito islandés del, Heimdal aparece custodiando la puerta del Valhalla.

Del Valhalla se habla en los libros Gylfaginning y Skáldskaparmál de la Edda prosaica.

#### Gylfaginning
Al Valhalla se hace mención por primera vez en el capítulo 2 del libro Gylfaginning, donde es descrito parcialmente en forma de evemerismo. El rey Gylfi parte hacia Asgard disfrazado de anciano y con el nombre de Gangleri con el fin de hallar la fuente del poder de los dioses. La narración dice que los Æsir previeron su llegada y se prepararon para recibirlo con gran ilusión, tanta que cuando Gangleri entró en la fortaleza vio una sala tan alta que tuvo problemas para observar más allá de ella, y que cuenta que estaba cubierta de escudos dorados como si fueran tejas. En este momento, Snorri cita una estrofa del poeta del siglo X, Þjóðólfr de Hvinir. A medida que avanza, Gangleri ve a un hombre en la puerta de la sala haciendo malabares con espadas cortas y manteniendo siete de ellas en el aire. Entre otras cosas, el hombre le dice que el salón pertenece a su rey, y añade que lo puede llevar ante su monarca. Gangleri lo sigue y las puertas se cierran tras él. Observa alrededor mucha vida, multitud de gente, algunos jugando, o bebiendo o luchando con armas. Gangleri observa tres tronos ocupados por tres figuras: Hár sentado en el trono más bajo, Jafnhár en el siguiente y Þriði en el más alto. El hombre que lo guía le dice que Hár es el rey de la sala.

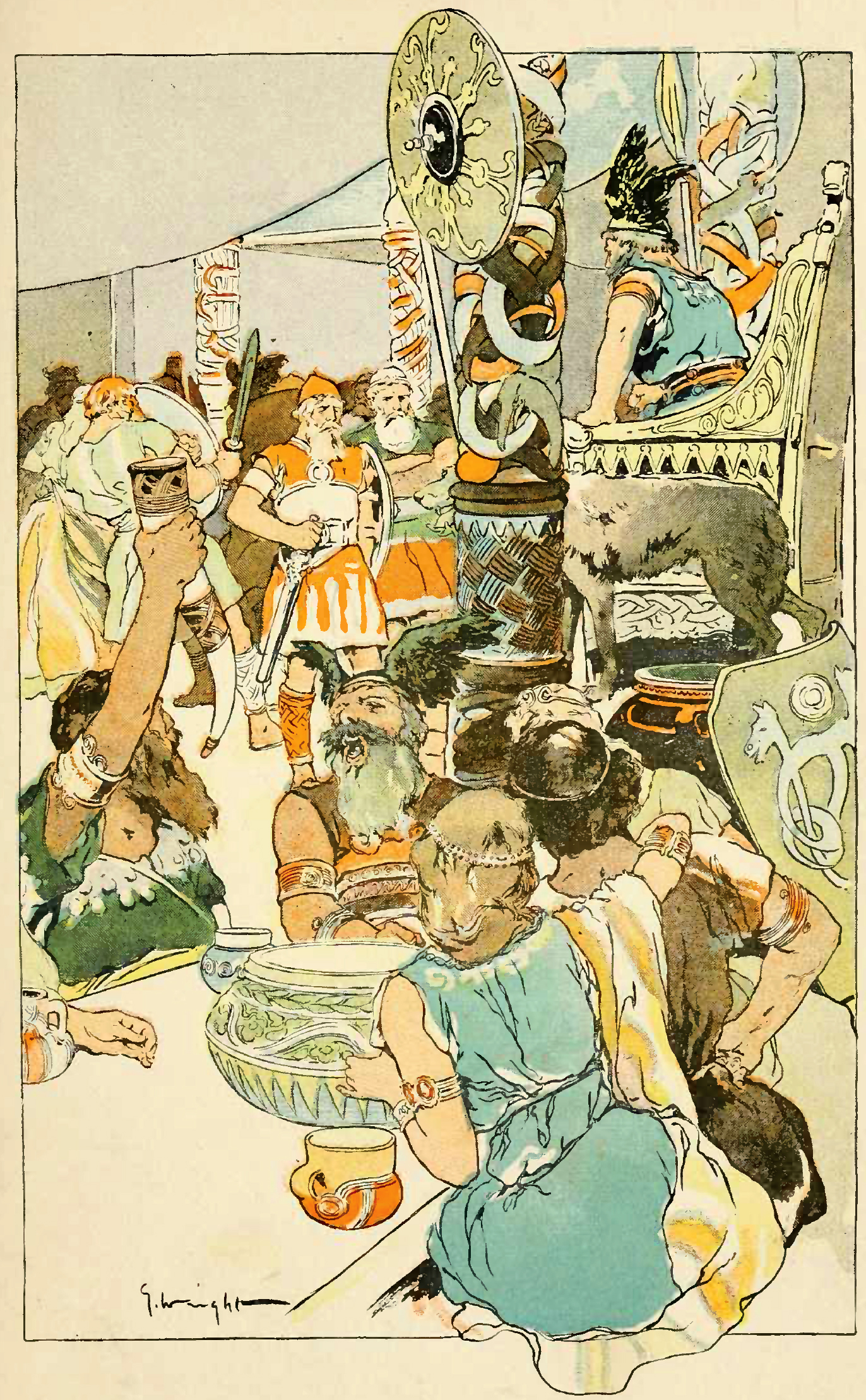
Gylfi ante Odín (1908), por Hamilton Wright Mabie.

En el capítulo 20 Þriði afirma que en el Valhalla habitan Odín y los einherjar, los muertos en combate que se convirtieron en hijos adoptivos del dios. En el 36 Hár dice que las valquirias sirven bebidas y atienden las mesas de la gran sala, y en las estrofas 40 y 41 del Grímnismál hay una cita que hace referencia a esto. Hár continúa exponiendo que las valquirias son enviadas por Odín a cada batalla, donde ellas eligen los que van a morir y determinan la victoria.
En el capítulo 38 dice Gangleri: «Afirmas que todos los fallecidos en combate desde el principio de los tiempos están ahora con Odín en el Valhalla. ¿Qué hace para darles de comer? Supongo que aquí hay una gran multitud». Hár responde que eso es cierto, que habita mucha gente en el Valhalla, pero que parecen muy pocos «cuando el lobo viene». Describe que nunca son demasiados para comer en el gran salón porque se alimentan del Sæhrimnir (aquí descrito como un jabalí), bestia que es cocinada todos los días y vuelve a estar entera todas las noches. La estrofa 18 del Grímnismál es relatada aquí una vez más. Gangleri cuestiona si el propio Odín ingiere lo mismo que los einherjar, a lo que Hár contesta que el dios no necesita comer, solo bebe vino y da el alimento a sus lobos Geri y Freki. En este punto se cita nuevamente la estrofa 19. Hár añade que, a la salida del sol, Odín envía a sus cuervos Hugin y Munin desde el Valhalla para volar sobre todo el mundo y vuelven a tiempo para la primera comida.
Gangleri pregunta en el capítulo 39 sobre la comida y la bebida que consumen los einherjar y si allí solo hay agua, a lo que Hár responde que, por supuesto, que el Valhalla tiene comidas y bebidas dignas de reyes y señores, puesto que el hidromiel que se bebe allí procede de las ubres de la cabra Heiðrún, que a su vez se alimenta de las hojas del «famoso árbol» Læraðr. La cabra produce hidromiel para llenar una cuba tan grande que en ella podrían saciar su sed todos los einherjar del Valhalla. Hár además señala que el ciervo Eikþyrnir también pace del árbol Læraðr en lo alto del gran salón. De sus astas caen numerosas gotas de humedad a la fuente Hvelgelmir, de la que nacen muchos ríos.
En el capítulo 40, Gangleri reflexiona que el Valhalla debía estar masificado, a lo que Hár responde que este es enorme y cuenta con espacio a pesar de su elevado número de habitantes. En este momento se cita la estrofa 23 del Grímnismál. En el 41 Gangleri comenta que Odín parece ser un señor poderoso, pues controla un gran ejército, pero todavía se pregunta cómo mantiene controlados a los einherjar cuando no están bebiendo. Hár le contesta que diariamente, tras vestirse y armarse, sale al patio y lucha contra uno en combate individual por deporte. Luego, a la hora de comer, viaja al Valhalla y bebe. En este momento se cita la estrofa 41 del Vafþrúðnismál. En el capítulo 42, Hár describe que, «justo en el principio, cuando los dioses se estaban estableciendo», fundaron Asgard y construyeron el Valhalla. El capítulo 49 narra la muerte del dios Baldr y se dice que el muérdago, que lo mató, crece al oeste del Valhalla.

#### Skáldskaparmál

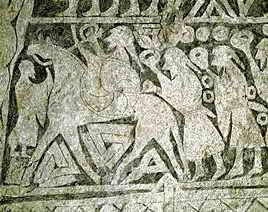
La Piedra de Tängelgårda del representa a una figura liderando una hueste de guerreros, todos luciendo anillos. Debajo de su caballo se dibujan símbolos Valknut.

En el comienzo del Skáldskaparmál se habla brevemente de la visita del jotun Ægir a Asgard, a donde se traen brillantes espadas que son usadas como su única fuente de iluminación mientras beben. Aquí, en una fiesta con numerosos dioses, todos cuentan con abundante y fuerte hidromiel en una sala con las paredes cubiertas por atractivos escudos. En el capítulo 33 se confirma que esta situación se produce en el Valhalla.
En el capítulo 2 aparece una cita procedente del poema anónimo del siglo X Eiríksmál (ver la sección Fagrskinna del artículo para más información y otra traducción de esta misma fuente):

¿Qué clase de sueño es este, Odín? Soñé que me levantaba antes del amanecer para despejar el gran salón para los muertos. Desperté a los einherjar, les ordené colocar los bancos, lavar los vasos de cerveza, a las valquirias servir vino para la llegada de un príncipe.

En el capítulo 17 del Skáldskaparmál, el jotun (gigante) Hrungnir, que está enfurecido, trata de alcanzar y atacar a Odín a lomos de su caballo Sleipnir y termina ante las puertas del Valhalla, donde los Æsir le invitan a beber. Hrungnir entra, pide una copa y se emborracha y vuelve violento, diciendo, entre otras cosas, que arrancará el Valhalla y lo llevará a la tierra de los jotun, Jötunheim. Finalmente, los dioses se cansan de sus bravuconadas e invocan a Thor, que hace acto de presencia. Hrungnir dice que Thor está bajo su protección, por lo que no puede ser herido mientras esté en el Valhalla. Tras un intercambio de palabras, el gigante reta a Thor a un duelo en el paraje de Griotunagardar, donde el dios le da muerte.
En el capítulo 34 se dice que el árbol Glasir se halla enfrente de las puertas del Valhalla. Es descrito como un árbol con follaje rojo dorado, el más bello de todos los árboles tanto entre los hombres como entre los dioses. Se presenta una cita de una obra del siglo IX del poeta Bragi Boddason que confirma esta descripción.

### Heimskringla
El Valhalla es mencionado en un sentido evemérico, como un elemento superviviente de la creencia pagana nórdica, en las sagas Heimskringla. En el capítulo 8 de la saga de los Ynglings el «histórico» Odín es descrito como legislador de su país, promulgando leyes como que todos los muertos deben ser cremados en una pira funeraria en un túmulo junto con todas sus posesiones, para a continuación enterrar o arrojar sus cenizas al mar. El fallecido sería entonces llevado al Valhalla con todo lo que hubiera en su pira y todo lo que se hubiera inhumado con él. El Valhalla es además mencionado en la frase «visitando a Odín» de un trabajo del siglo X del escaldo (poeta guerrero) Þjóðólfr de Hvinir que describe como, tras su muerte, el rey Vanlandi fue al Valhalla.
En el capítulo 23 de Hákonar saga Góða el rey Haakon I de Noruega es enterrado según un ritual pagano que es descrito como su viaje al Valhalla. A continuación se citan versos del poema Hákonarmál que lo confirman con diversas referencias al Salón de los muertos.

### Fagrskinna

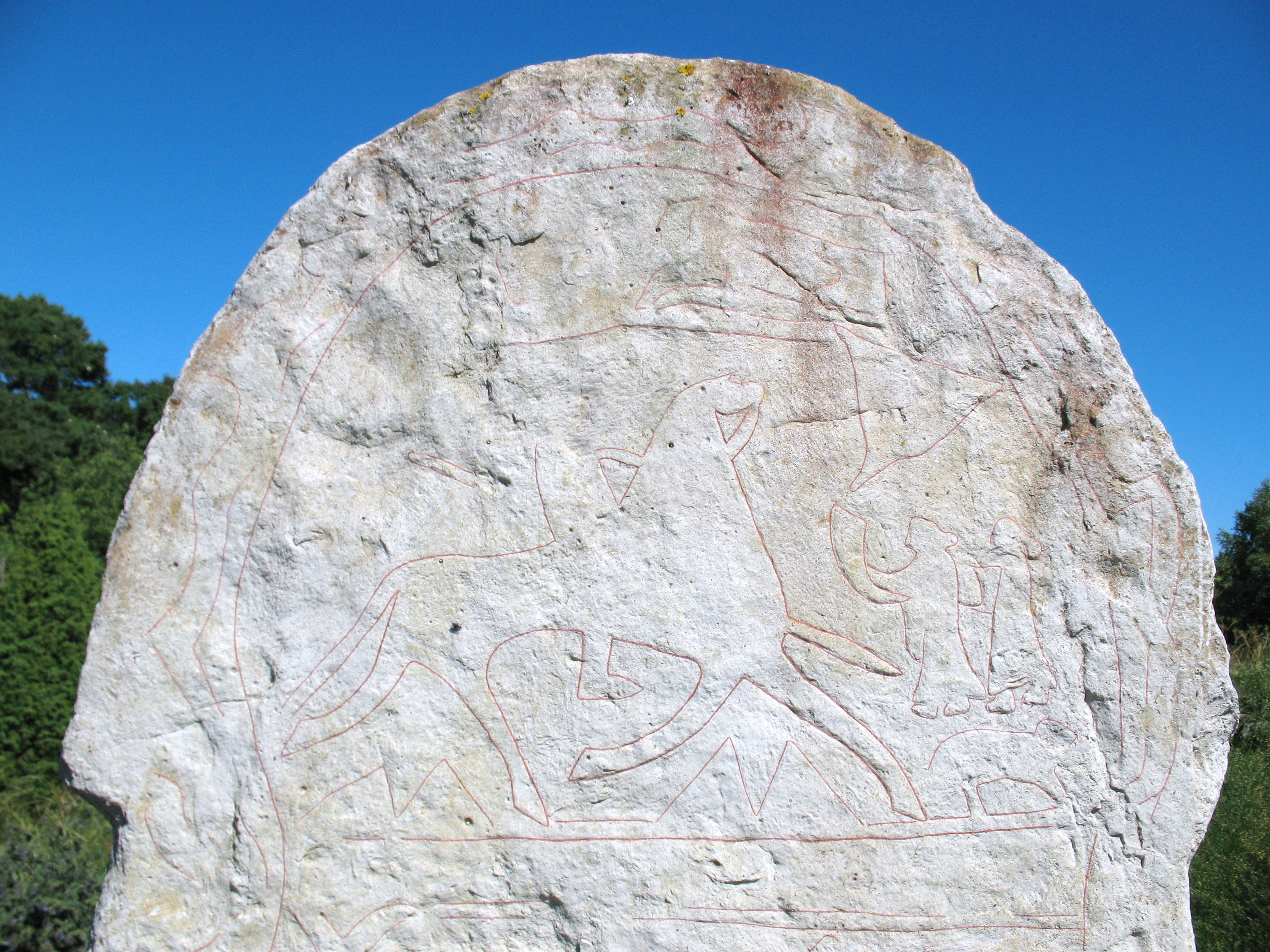
La estela Stenbro de Gotland es una de las diversas piedras que representan a un muerto siendo recibido por las valquirias en la otra vida.

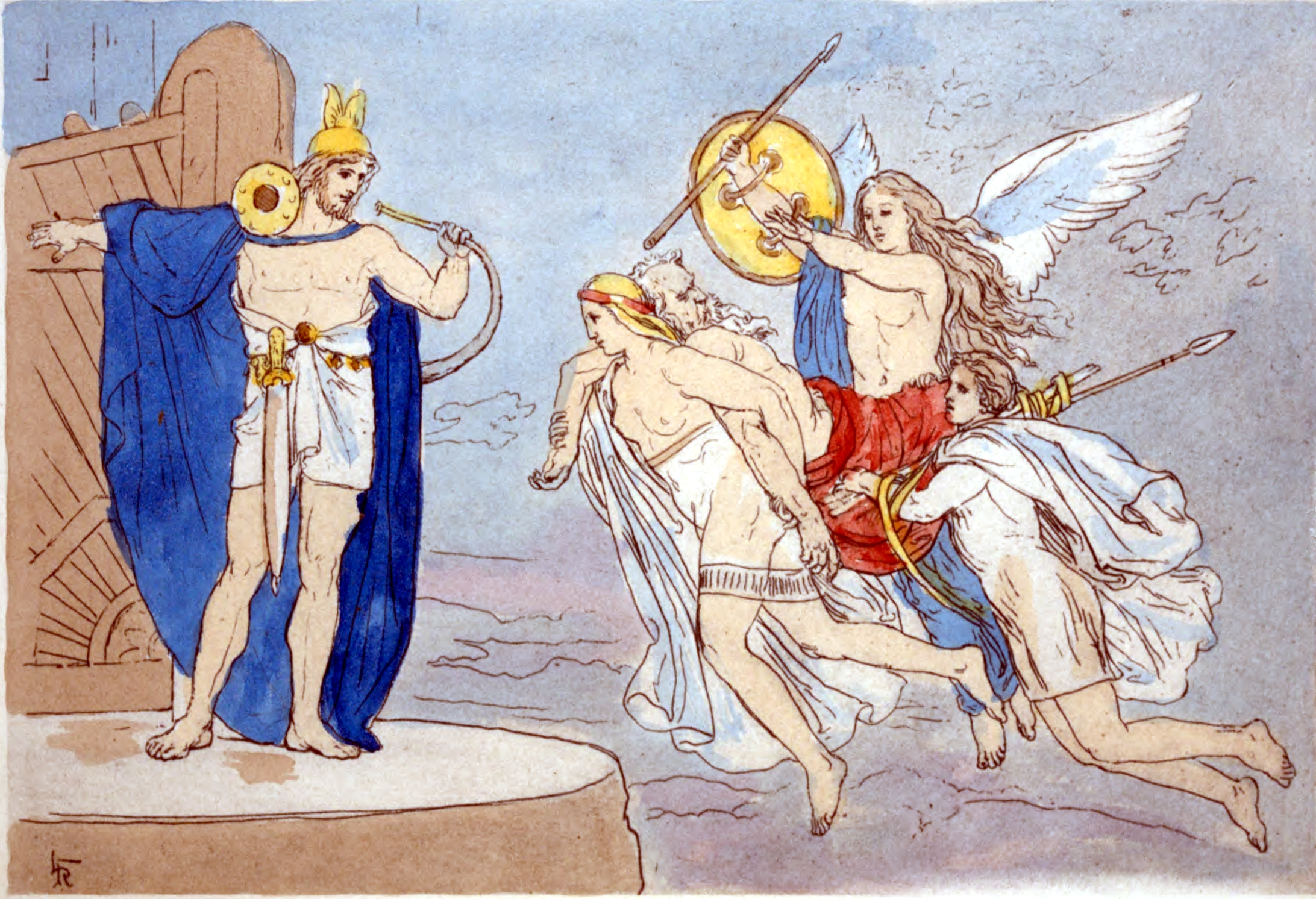
Representación de las valquirias encontrándose con el dios Heimdal mientras llevan a un fallecido al Valhalla, dibujo de 1906 por Lorenz Frølich.

En el capítulo 8 de la saga Fagrskinna una narración en prosa describe como, tras la muerte de su marido Erico I de Noruega, la reina Gunnhild tenía un poema dedicado a él, una composición anónima de un autor del siglo X, conocida como Eiríksmál, que describe como Erico I y otros cinco reyes llegan al Valhalla tras su muerte. El poema comienza con los comentarios de Odín (en nórdico antiguo, Óðinn):

¿Qué clase de sueño es este, dijo Óðinn,
en el que justo antes del alba,
pensé que despejaba el Valhǫll,
para la llegada de los muertos?
Desperté a los einherjar,
ordené a las valquirias levantarse,
colocar los bancos,
y buscar los vasos
traer vino,
como para la llegada de un rey,
aquí me esperan,
los héroes que vienen del mundo,
algunos muy grandes,
por lo que mi corazón se alegra.

El dios Bragi alerta que un sonido atronador se acerca, y dice que los bancos del Valhalla están crujiendo, como si el dios Baldr hubiera vuelto al Valhalla, y que suena como el movimiento de miles de hombres. Odín responde que Bragi sabe bien que los sonidos proceden de Erico I, quien pronto llegará al Valhalla. Odín les dice a los héroes Sigmund y Sinfjötli que se levanten a saludar a Erico y le inviten al salón, si es verdad que se trata de él.
Sigmund le pregunta a Odín qué podría esperar él de Erico más que de ningún otro rey, a lo que Odín le contesta que Erico ha ensangrentado su espada en muchas tierras distintas. Erico llega y Sigmund le saluda, diciéndole que es bienvenido en el salón, y le pregunta qué otros señores ha traído con él al Valhalla. Erico le contesta que vienen con él cinco reyes, que le dirá los nombres de todos ellos, y que él mismo es el sexto.

## Influencia moderna

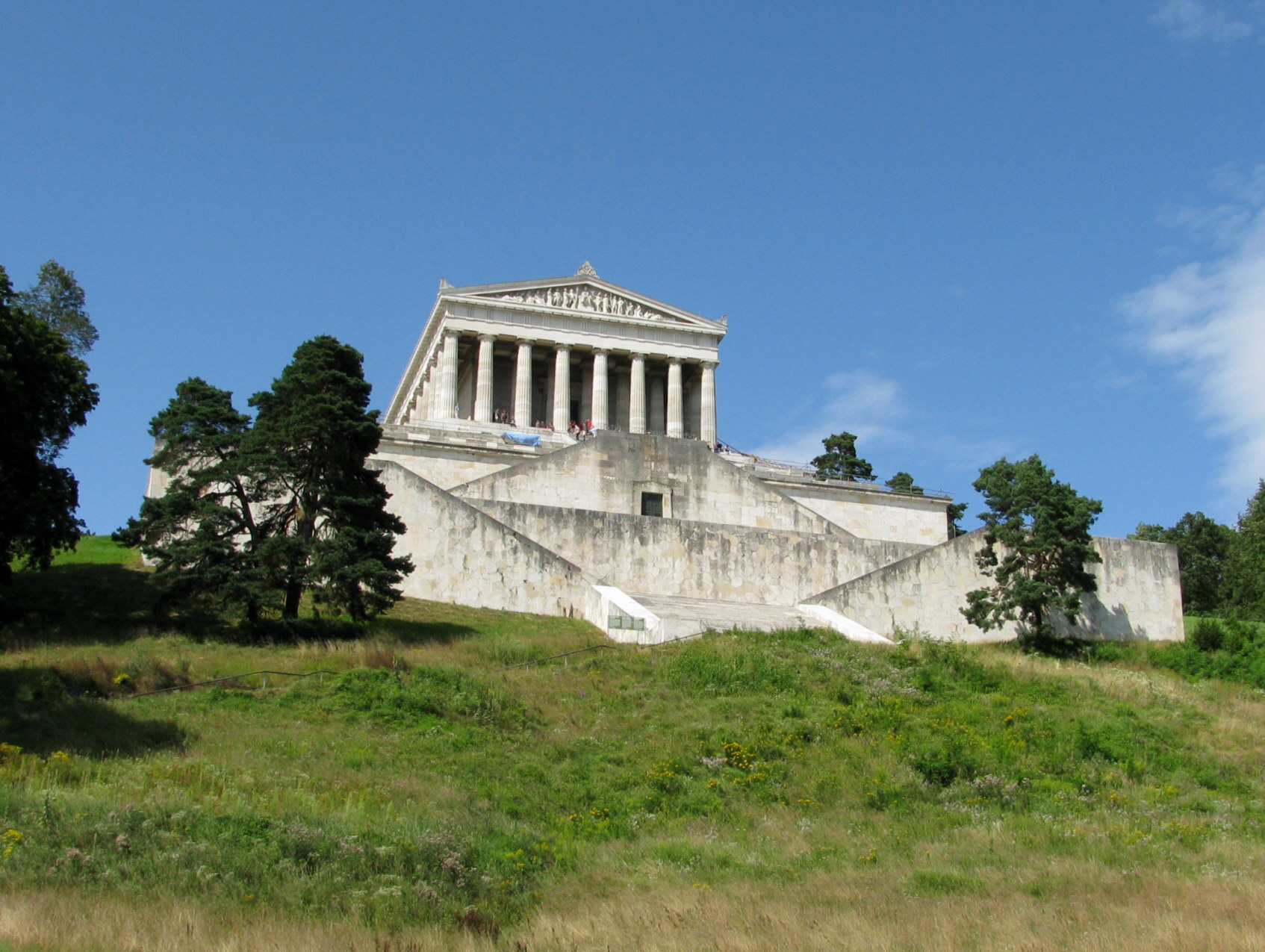
El monumento Walhalla a orillas del río Danubio cerca de Ratisbona, Alemania. Es una copia del Partenón de Atenas y alberga los bustos de ilustres germanos.

El término Valhalla, en sus diversas variantes, ha tenido bastante eco en la cultura popular moderna, ya sea a través de la influencia directa de la mitología nórdica o simplemente como referencia a un lugar en que se honra a diversos fallecidos. Ejemplos de esto último son el monumento Walhalla diseñado por el arquitecto neoclásico Leo von Klenze por orden de Luis I de Baviera y construido a orillas del río Danubio cerca de Ratisbona, Alemania, entre 1830 y 1847 para albergar bustos de ilustres germanos desde la antigüedad, o los Jardines Valhalla del museo de la abadía Tresco construidos por August Smith hacia 1830 para exhibir los mascarones de proa de los barcos naufragados en las islas Sorlingas, Reino Unido. En el satélite Calisto del planeta Júpiter existe un cráter bautizado Valhalla.
Las referencias al Valhalla se pueden encontrar en la literatura, el arte, la música y otros medios de comunicación. Ejemplo de ello son el ciclo de cuatro óperas El anillo del nibelungo de Richard Wagner, la revista neopagana germánica Walhalla (1905–1913) y la serie de cómic Valhalla (desde 1978) de Peter Madsen y su posterior película animada. El Valhalla es repetidamente citado, con el estribillo «Valhalla, I am coming», en la popular canción «Immigrant Song» (1970) del grupo británico de música Led Zeppelin.. El grupo inglés de rock Jethro Tull tiene una canción titulada Cold Wind to Valhalla, de 1975. La banda británica de heavy metal Black Sabbath, en su álbum Tyr, lo describe en la canción Valhalla. También la banda estadounidense 30 Seconds To Mars posee una canción con el título Valhalla. Por otra parte, Judas Priest, la famosa banda de heavy metal, cuenta con una canción titulada Halls of Valhalla del álbum Redeemer of Souls. La famosa banda de power metal Blind Guardian cuenta con una canción llamada Valhalla, mientras que la banda española Dark Moor posee una canción titulada Walhalla. La banda de Viking Metal Bathory en su álbum Hammerheart incluyó una canción con el mismo nombre, Valhalla. El Valhalla es referido en numerosos videojuegos y algunos parques de atracciones, caso de los Jardines de Tivoli, en Copenhague, Dinamarca, o la atracción Valhalla del parque Pleasure Beach Blackpool en Blackpool, Reino Unido. Asimismo, se cita en las películas Conan el Bárbaro (1982), protagonizada por Arnold Schwarzenegger, y en Mad Max: Fury Road (2015), en la cual los soldados del antagonista principal están obsesionados con llegar al Valhalla tras una muerte violenta. En el videojuego The Elder Scrolls V: Skyrim, el protagonista debe acceder al Salón del Valor, una clara referencia a Valhalla.
Existen numerosos lugares bautizados Valhalla en Norteamérica: Valhalla (Nueva York), la aldea Valhalla Centre (Alberta), Walhalla (Dakota del Norte), Walhalla (Carolina del Sur), Walhalla (Texas) o el Club de Golf Valhalla de Louisville. En Australia está Walhalla (Victoria) y en Sudáfrica Valhalla (Pretoria).